# Cubierta inundable

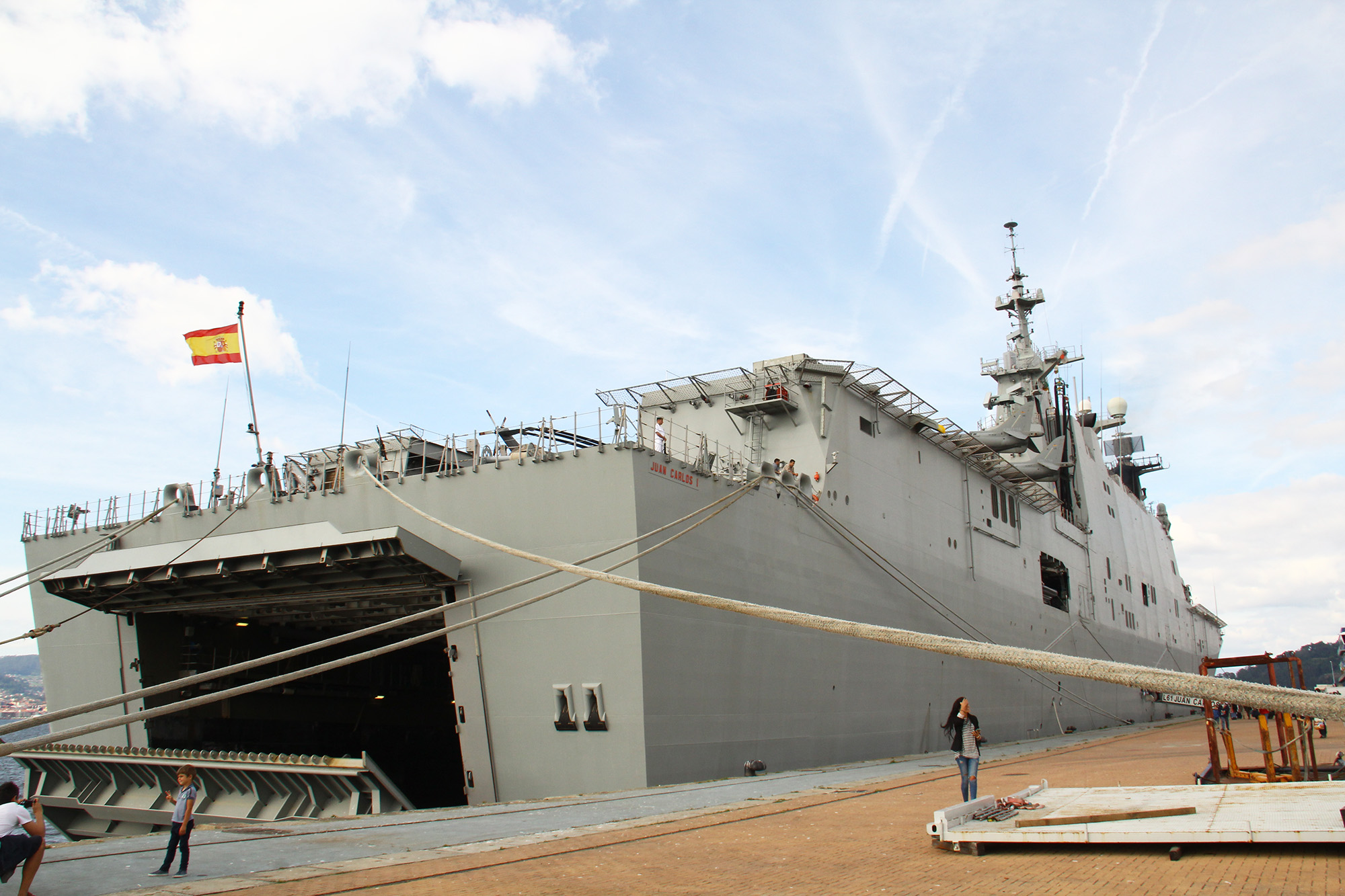
Un cubierta inundable de Juan Carlos I abierta

Una cubierta inundable o dique inundable o cubierta sumergible, en el uso moderno de guerra naval asalto anfibio y más generalmente de desembarco militar , es la parte de un buque de guerra anfibio, que permite el lanzamiento de lo que se necesita lanzar, a menudo vehículos anfibios, directamente al nivel del mar. Usado como un lastre de un submarino, la popa (barco) baja y la proa sube, inundando la cubierta del pozo y permitiendo que botes, vehículos anfibios y otros atraquen dentro o fuera del barco. Algunas embarcaciones de guerra anfibia también tienen rampas de abordaje en la proa.

## Historia
Este tipo de estructuras tiene su origen en una cubierta profunda que tenían las lanchas de desembarco de tanques (TLC) de la era de la Segunda Guerra Mundial. El 19 de julio de 1941, el general R. E. Holloway de la  Royal Engineers, envió un diseño de una patente de 1924 de Otto Popper de la Comisión Internacional del Danubio sobre un tipo de transportador de barcazas que se usaba en el Danubio. Esta evolucionaría hacia el TLC-C británico que se convertiría en el Dock Landing Ship (LSD) que tenía una cubierta inundable abierta, muy profunda y de propósito especial abierta a los elementos y, por lo tanto, técnicamente una "cubierta inundable" en la definición tradicional.
La cubierta inundable abierta comenzó a cubrirse en parte con plataformas, particularmente plataformas de aterrizaje de helicópteros, y en la forma más moderna ya no es una cubierta a la intemperie, ya que está completamente cerrada por encima. La estructura se ve en barcos con un rol sustancial de asalto aéreo como el USS Tarawa.

## Uso no militar
Algunas embarcaciones comerciales tienen estructuras similares para fines similares a las versiones militares. Los barcos alemanes Baco Liner utilizan puertas de proa. Los portabarcazas anteriores tenían un diseño similar a los barcos militares con una gran cubierta de popa. El aumento en el uso de contenedores e instalaciones portuarias de contenedores ha disminuido el uso de este tipo de embarcaciones comerciales, y su uso principal sirve a regiones con puertos menos desarrollados.[7]
Durante el programa de prueba de la nave espacial Orion de la NASA, en 2013 y 2014, el USS Arlington y el USS Anchorage utilizaron sus cubiertas sumergibles para recuperar las cápsulas Orion después del amerizaje. Las cápsulas anteriores, como Gemini y Apollo, tuvieron que ser levantadas a bordo de sus naves de recuperación con una grúa.
El USS Portland fue asignado como el barco de recuperación de la cápsula Orion de la misión en órbita lunar no tripulada Artemis 1, completada con éxito el 11 de diciembre de 2022. La cápsula Orion de la nave espacial flotó hacia la cubierta sumergible en la popa del barco frente a la costa de Baja California.

## Galería

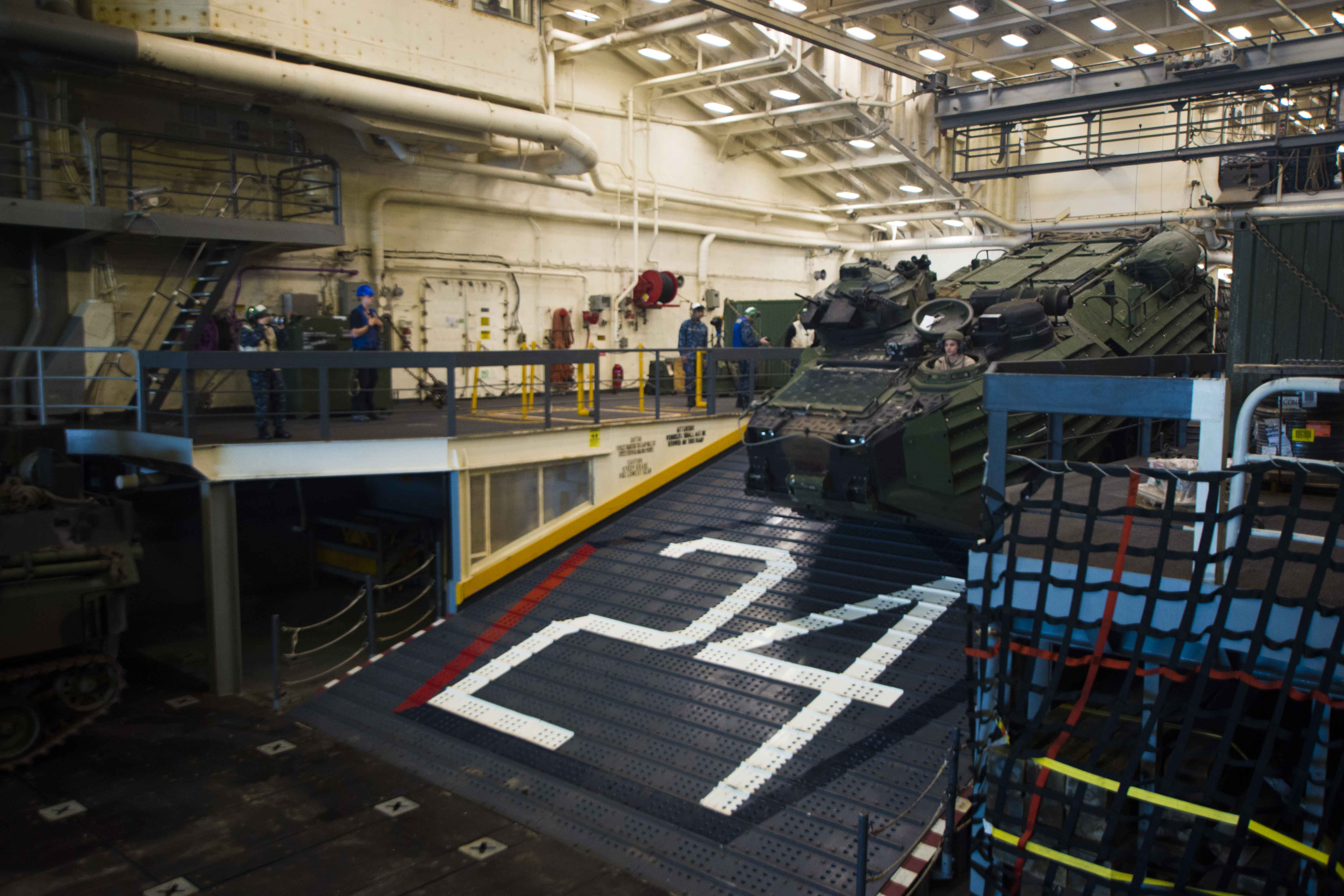
AAV-7 descendiendo la pendiente dentro de la cubierta inundable
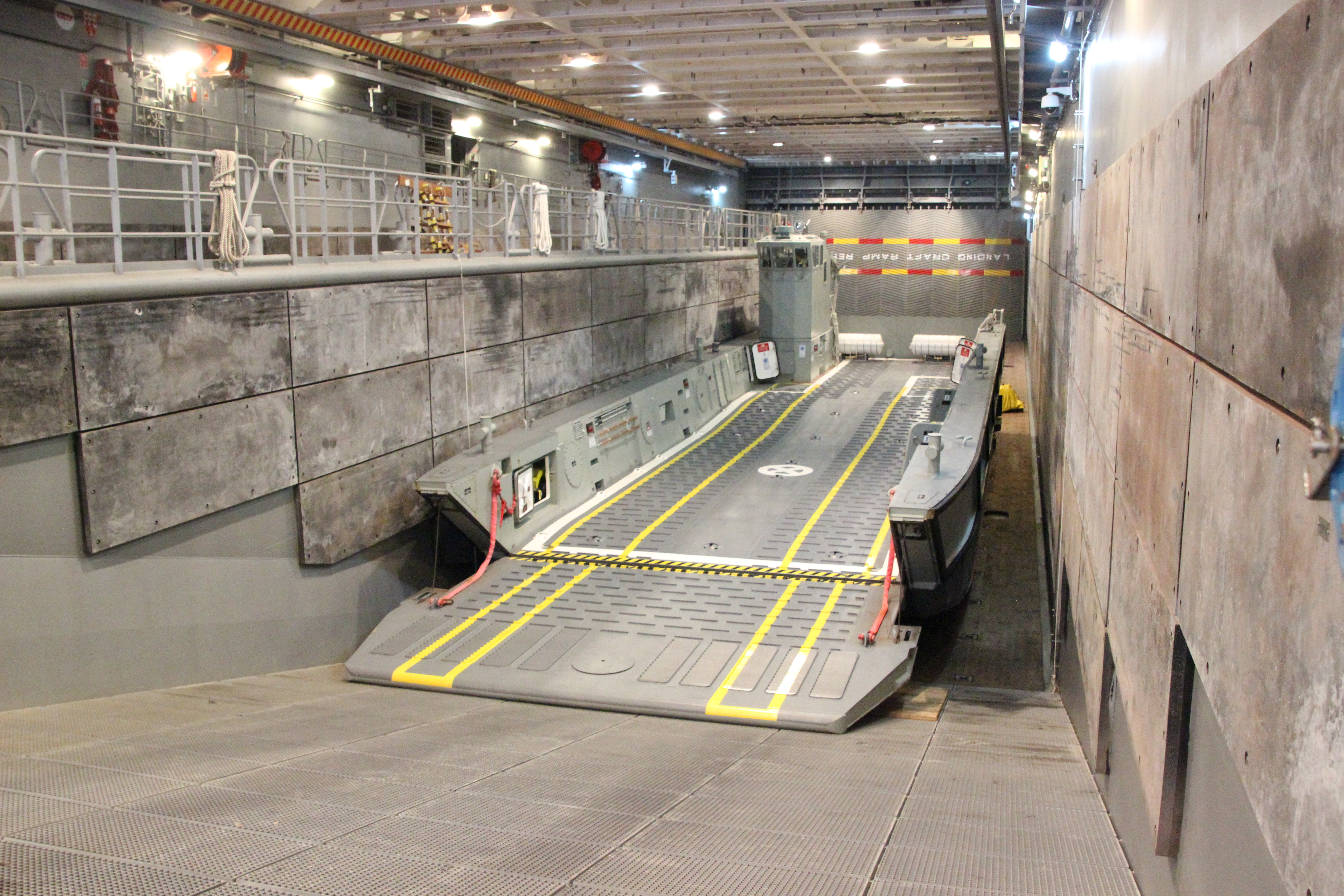
HMAS Canberra con un LCU
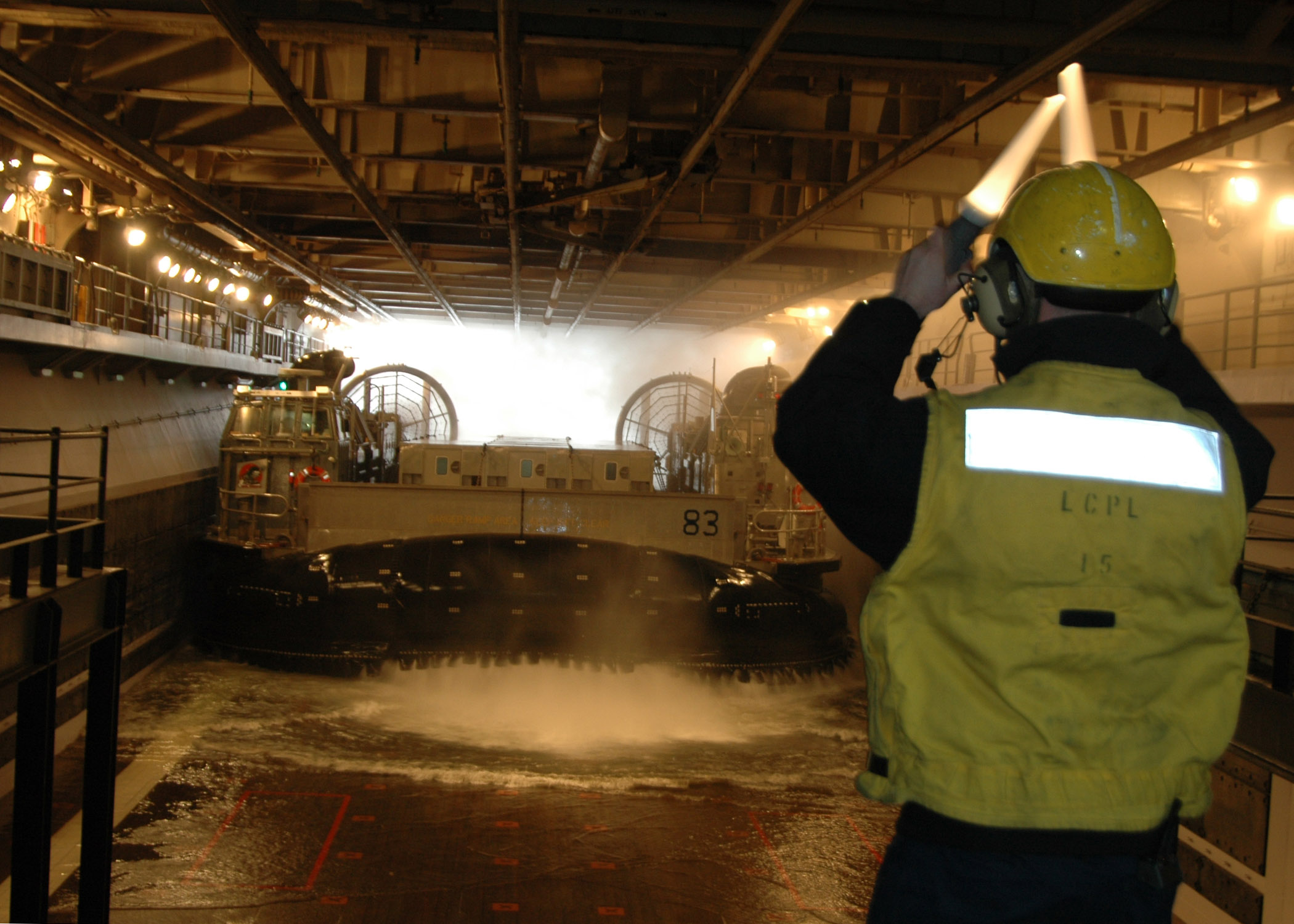
LCAC entrando l'USS Iwo Jima.
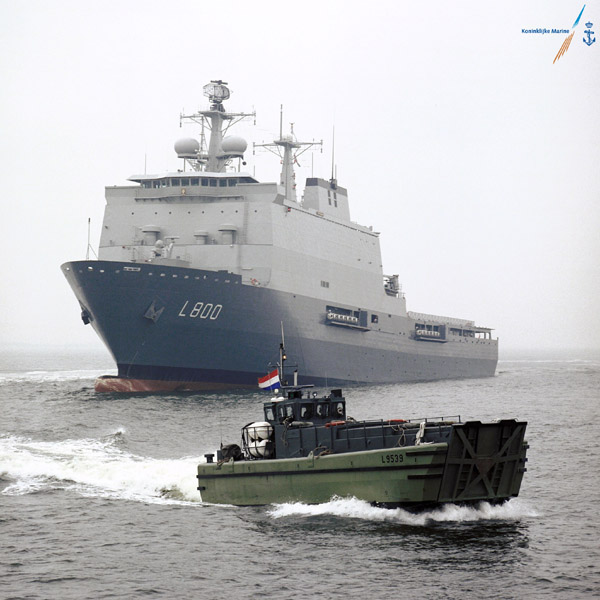
Rotterdam de Clase Galicia con la proa subida y la popa bajada
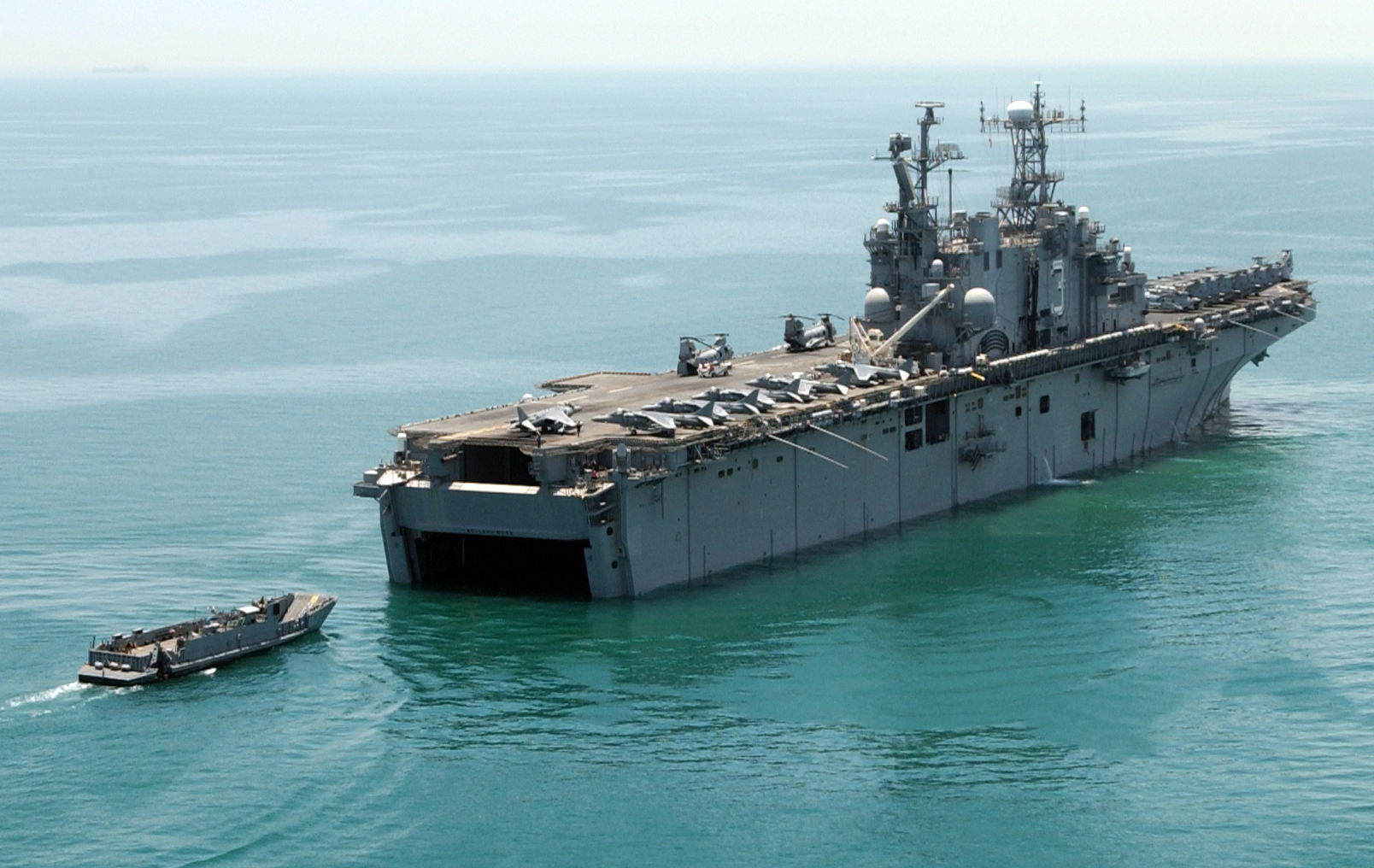
Una LCU que irradia el USS Belleau Wood frente a Kuwait